# Странна материя
Странната материя, известна още като странна кварк материя, е кваркова материя, съдържаща странни кварки. В природата се предполага, че странната материя се среща в ядрото на неутронни звезди или, още по-спекулативно, като изолирани „капчици“, които варират по размер от фемтометри до километри, както в хипотетичните странни звезди. При достатъчно висока плътност се предполага, че странната материя е цветово-суперпроводима.
Обикновената материя, също наричана атомна материя, се състои от атоми, като почти цялата материя е концентрирана в атомните ядра. Ядрената материя е течност състояща се от неутрони и протони, а те самите – от горни и долни кварки. Кварковата материя е кондензирана форма на материята, състояща се изцяло от кварки. Ако кваркова материя съдържа странни кварки, тя често се нарича странна материя (или странна кваркова материя), и когато кварковата материя не съдържа странни кварки, понякога е наричана не-странна кваркова материя.

## Две значения на понятието „странна материя“
физиката на елементарните частици и в астрофизиката понятието е използвано по два начина, едното по-общо, а другото – по-специфично.
1. По-широкото значение е кваркова материя, която съдържа три вида кварки: горен, долен и странен. В тази дефиниция има критично налягане и критична плътност, и когато ядрената материя (от протони и неутрони) е компресирана отвъд тази плътност, протоните и неутроните се разпадат на кварки, носещи кваркова материя (вероятно странна материя).
2. По-тясното значение е, че кварковата материя е по-стабилна от ядрената материя, с други думи, че истинското основно състояние на материята е кварковата материя. Идеята, че това би могло да се случи е, „Хипотезата за странна материя“ на Бодмър и Едуард Уитън. При тази дефиниция критичното налягане е нула. Ядрата, които виждаме в материята около нас и които са капчици ядрена материя, са всъщност метастабилни, и ако им се даде нужното време (или правилните външни стимули) биха деградирали в капчици на странната материя, с други думи „strangelets“.

### Странна материя, която е стабилна само при високо налягане
Според по-широката дефиниция, странната материя може да просъществува вътре в неутронни звезди, ако налягането в тяхното ядро е достатъчно високо (над критичната точка). При този вид плътност и високо налягане, които се очакват в центъра на неутронна звезда, кварковата материя би могла да бъде странна материя. Би могло да бъде не-странна кваркова материя, ако ефективната маса на странния кварк е твърде висока. Чаровни кварки и по-тежки кварки биха се проявили само при по-високи плътности.
Неутронна звезда с ядро от кваркова материя е често наричана хибридна звезда, но е трудно да се определи дали хибридните звезди наистина съществуват в природата, защото на този етап физиците имат малка представа каква е вероятната стойност на критичното налягане или плътност. Изглежда правдоподобно, че преминаването към кваркова материя вече ще се е извършило, когато разделянето между нуклеоните стане много по-малко от техния размер, така че критичната плътност трябва да бъде по-малко от 100 пъти по плътността на ядрената наситеност. По-точна преценка не е налична, защото силното взаимодействие, от което зависи поведението на кварките, е математически непроследимо.

## Странна материя, която е стабилна при нулево налягане
Ако хипотезата за странната материя е истина, тогава ядрената материя е метастабилна към разпадане в странна материя. Животът на спонтанното разпадане е много дълъг, затова не можем да видим как този процес протича около нас, но според тази хипотеза би трябвало да има странна материя във вселената:
1. Кваркови звезди (често наричани „странни звезди“) се състоят от кваркова материя от тяхното ядро до тяхната повърхност. Те биха били няколко километра широки и биха могли да имат много тънка кора, изградена от ядрена материя.
2. Стрейнджлет са малки части странна материя, вероятно толкова малки колкото ядра. Те биха били създадени, когато странни звезди се формират или сблъскват, или когато ядрото се разпада.